# Ameroculodes edwardsi
Ameroculodes edwardsi is een vlokreeftensoort uit de familie van de Oedicerotidae. De wetenschappelijke naam van de soort is voor het eerst geldig gepubliceerd in 1905 door Holmes.